# 74. Golden Globe-gála
A 74. Golden Globe-gálára 2017. január 8-án, vasárnap került sor. A 2016-ban mozikba, vagy képernyőkre került amerikai filmeket, illetve televíziós sorozatokat díjazó rendezvényt a kaliforniai Beverly Hillsben, a Beverly Hilton Hotelben tartották meg, a Hollywoodi Külföldi Tudósítók Szövetsége és a Dick Clark Productions szervezésében. A díjátadó házigazdája Jimmy Fallon színész, műsorvezető volt.
A jelöltek listáját 2016. december 12-én hozták nyilvánosságra; az erről szóló bejelentést Don Cheadle, Laura Dern és Anna Kendrick tette meg. A legtöbb jelölést mozifilmek esetében a Kaliforniai álom (hét), a Holdfény (hat), valamint a Florence – A tökéletlen hang és a Oroszlán (négy-négy) kapta, míg a televíziós alkotások közül az American Crime Story: Az O. J. Simpson-ügy öt, a Éjszakai szolgálat pedig négy jelölést kapott.
A fiatal filmrendező, Damien Chazelle romantikus zenés vígjátéka, a Kaliforniai álom „tarolt” a versenyben, rekord számú (hét) jelölést kapott, és mindegyiket meg is nyerte, köztük a „nagy ötöst”, a legjobb film, legjobb színész és színésznő, legjobb rendező és a legjobb forgatókönyv díját. A Golden Globe-gálák történetében eddig ez csupán hét filmnek sikerült.
Mellette egyetlen alkotás tudott csak egynél több díjat kiérdemelni, Paul Verhoeven francia-német-belga koprodukcióban készített Áldozat? című pszicho-thrillerje, amely a legjobb idegen nyelvű film lett, és amelynek női főszereplője, Isabelle Huppert átvehette a legjobb drámai színésznőnek járó szobrocskát.
A televíziós alkotások közül az előző évi nyertesekből egyik sem tudott duplázni. A legjobb drámai sorozat díját II. Erzsébet brit királynő uralkodásának korai időszakáról készített, 2016 novemberében The Crown címmel bemutatott új tévésorozat, míg a legjobb vígjátékét az Atlanta kapta.
„A szórakoztatás világához történt kiemelkedő hozzájárulásáért, illetve eddigi életművéért” a háromszoros Oscar- és nyolcszoros Golden Globe-díjas Meryl Streep vehette át a Cecil B. DeMille-életműdíjat. 
A rendezvény alkalmat adott arra, hogy megemlékezzenek az előző díjátadó óta elhunyt filmes hírességekre, köztük az 1958-ban különdíjjal jutalmazott „legelbűvölőbb színésznőre”, Gábor Zsazsára.

## Jelölések és díjak

### Filmek
A nyertesek a táblázat első sorában, félkövérrel vannak jelölve.
| Legjobb filmes díjak | Legjobb filmes díjak |
| Legjobb filmdráma | Legjobb vígjáték vagy zenés film |
| --- | --- |
| - Holdfény - A fegyvertelen katona - A régi város - A préri urai - Oroszlán | - Kaliforniai álom - Huszadik századi nők - Deadpool - Florence – A tökéletlen hang - Sing Street |
| Legjobb filmes alakítások (filmdráma) | |
| Színész | Színésznő |
| - Casey Affleck – A régi város - Joel Edgerton – Loving - Andrew Garfield – A fegyvertelen katona - Viggo Mortensen – Captain Fantastic - Denzel Washington – Kerítések                                           | - Isabelle Huppert – Áldozat? - Amy Adams – Érkezés - Jessica Chastain – Miss Sloane - Ruth Negga – Loving - Natalie Portman – Jackie |
| Legjobb filmes alakítások (vígjáték vagy zenés film) | |
| Színész | Színésznő |
| - Ryan Gosling – Kaliforniai álom - Colin Farrell – A homár - Hugh Grant – Florence – A tökéletlen hang - Jonah Hill – Haverok fegyverben - Ryan Reynolds – Deadpool                                              | - Emma Stone – Kaliforniai álom - Annette Bening – Huszadik századi nők - Lily Collins – Kivétel és szabály - Hailee Steinfeld – Egy magányos tinédzser - Meryl Streep – Florence – A tökéletlen hang |
| Legjobb mellékszereplők (filmdráma, vígjáték vagy zenés film) | |
| Színész | Színésznő |
| - Aaron Taylor-Johnson – Éjszakai ragadozók - Mahershala Ali – Holdfény - Jeff Bridges – A préri urai - Simon Helberg – Florence – A tökéletlen hang - Dev Patel – Oroszlán                                       | - Viola Davis – Kerítések - Naomie Harris – Holdfény - Nicole Kidman – Oroszlán - Octavia Spencer – A számolás joga - Michelle Williams – A régi város |
| Egyéb | |
| Legjobb rendező | Legjobb forgatókönyv |
| - Damien Chazelle – Kaliforniai álom - Tom Ford – Éjszakai ragadozók - Mel Gibson - A fegyvertelen katona - Barry Jenkins – Holdfény - Kenneth Lonergan – A régi város                                            | - Damien Chazelle – Kaliforniai álom - Tom Ford – Éjszakai ragadozók - Barry Jenkins – Holdfény - Kenneth Lonergan – A régi város - Taylor Sheridan – A préri urai |
| Legjobb eredeti filmzene | Legjobb eredeti filmbetétdal |
| - Justin Hurwitz – Kaliforniai álom - Nicholas Britell – Holdfény - Jóhann Jóhannsson – Érkezés - Dustin O'Halloran & Hauschka – Oroszlán - Hans Zimmer, Pharrell Williams & Benjamin Wallfisch – A számolás joga | - "City of Stars" (Justin Hurwitz, Pasek & Paul) – Kaliforniai álom - "Can't Stop the Feeling!" (Max Martin, Shellback & Justin Timberlake) – Trollok - "Faith" (Ryan Tedder, Stevie Wonder & Francis Farewell Starlite) – Énekelj! - "Gold" (Stephen Gaghan, Danger Mouse, Daniel Pemberton & Iggy Pop) – Arany - "How Far I'll Go" (Lin-Manuel Miranda) – Vaiana |
| Legjobb animációs film | Legjobb idegen nyelvű film |
| - Zootropolis – Állati nagy balhé - Életem Cukkiniként - Énekelj! - Kubo és a varázshúrok - Vaiana | - Áldozat? (Franciaország) - Az ügyfél (Irán/Franciaország) - Divines (Franciaország) - Neruda (Chile) - Toni Erdmann (Németország/Ausztria) |

### Televíziós alkotások
A nyertesek a táblázat első sorában, félkövérrel vannak jelölve. Az előző évben nyertes televíziós sorozatokra a „ ♕ ” jel emlékeztet.
| Legjobb televíziós sorozatok | Legjobb televíziós sorozatok |
| Filmdráma | Vígjáték vagy zenés film |
| --- | --- |
| - The Crown - Stranger Things - Rólunk szól - Trónok harca - Westworld | - Atlanta - Feketék fehéren - Mozart in the Jungle ♕ - Transparent - Az alelnök |
| Minisorozat vagy tévéfilm | |
| - American Crime Story: Az O. J. Simpson-ügy - American Crime - Az öltöztető - Éjszakai szolgálat - Aznap éjjel | |
| Legjobb alakítás televíziós sorozatban (filmdráma) | |
| Színész | Színésznő |
| - Billy Bob Thornton – Goliath - Rami Malek – Mr. Robot - Bob Odenkirk – Better Call Saul - Matthew Rhys – Amerikaiak - Liev Schreiber – Ray Donovan                                                                         | - Claire Foy – The Crown - Caitríona Balfe – Outlander – Az idegen - Keri Russell – The Amerikaiak - Winona Ryder – Stranger Things - Evan Rachel Wood – Westworld                                         |
| Legjobb alakítás televíziós sorozatban (vígjáték vagy zenés film) | |
| Színész | Színésznő |
| - Donald Glover – Atlanta - Anthony Anderson – Feketék fehéren - Gael García Bernal – Mozart in the Jungle ♕ - Nick Nolte – Graves - Jeffrey Tambor – Transparent                                                            | - Tracee Ellis Ross – Feketék fehéren - Rachel Bloom – Crazy Ex-Girlfriend ♕ - Julia Louis-Dreyfus – Az alelnök - Sarah Jessica Parker – Válás - Issa Rae – Bizonytalan - Gina Rodriguez – Jane the Virgin |
| Legjobb alakítás minisorozatban vagy tévéfilmben | |
| Színész | Színésznő |
| - Tom Hiddleston – Éjszakai szolgálat - Riz Ahmed – Aznap éjjel - Bryan Cranston – A végsőkig - John Turturro – Aznap éjjel - Courtney B. Vance – American Crime Story: Az O. J. Simpson-ügy                                 | - Sarah Paulson – American Crime Story: Az O. J. Simpson-ügy - Felicity Huffman – American Crime - Riley Keough – Barátnő rendelésre - Charlotte Rampling – London Spy - Kerry Washington – Bizonyosság    |
| Legjobb mellékszereplő (sorozat, minisorozat vagy tévéfilm) | |
| Mellékszereplő színész | Mellékszereplő színésznő |
| - Hugh Laurie – Éjszakai szolgálat - Sterling K. Brown – American Crime Story: Az O. J. Simpson-ügy - John Lithgow – The Crown - Christian Slater – Mr. Robot ♕ - John Travolta – American Crime Story: Az O. J. Simpson-ügy | - Olivia Colman – Éjszakai szolgálat - Lena Headey – Trónok harca - Chrissy Metz – Rólunk szól - Mandy Moore – Rólunk szól - Thandiwe Newton – Westworld                                                   |

## Különdíjak

### Cecil B. DeMille-életműdíj
- Meryl Streep

### Miss Golden Globe
- Sophia, Sistine és Scarlet Stallone[9]

## Többszörös jelölések és elismerések
| Jelölés | Díj | Cím                          |
| ------- | --- | ---------------------------- |
| 7       | 7   | Kaliforniai álom             |
| 6       | 1   | Holdfény                     |
| 5       | 1   | A régi város                 |
| 4       | 0   | Florence – A tökéletlen hang |
| 4       | 0   | Oroszlán                     |
| 3       | 0   | A fegyvertelen katona        |
| 3       | 0   | A préri urai                 |
| 3       | 1   | Éjszakai ragadozók           |
| 2       | 2   | Áldozat?                     |
| 2       | 1   | Kerítések                    |
| 2       | 0   | Huszadik századi nők         |
| 2       | 0   | A számolás joga              |
| 2       | 0   | Deadpool                     |
| 2       | 0   | Énekelj!                     |
| 2       | 0   | Érkezés                      |
| 2       | 0   | Loving                       |
| 2       | 0   | Vaiana                       |

| Jelölés | Díj | Cím                                        |
| ------- | --- | ------------------------------------------ |
| 5       | 2   | American Crime Story: Az O. J. Simpson-ügy |
| 4       | 3   | Éjszakai szolgálat                         |
| 3       | 2   | The Crown                                  |
| 3       | 0   | Aznap éjjel                                |
| 3       | 1   | Feketék fehéren                            |
| 3       | 0   | Rólunk szól                                |
| 3       | 0   | Westworld                                  |
| 2       | 2   | Atlanta                                    |
| 2       | 0   | American Crime                             |
| 2       | 0   | Amerikaiak                                 |
| 2       | 0   | Az alelnök                                 |
| 2       | 0   | Mozart in the Jungle                       |
| 2       | 0   | Mr. Robot                                  |
| 2       | 0   | Stranger Things                            |
| 2       | 0   | Transparent                                |
| 2       | 0   | Trónok harca                               |

| Jelölés | Díj | Név              |
| ------- | --- | ---------------- |
| 2       | 2   | Damien Chazelle  |
| 2       | 2   | Justin Hurwitz   |
| 2       | 0   | Tom Ford         |
| 2       | 0   | Barry Jenkins    |
| 2       | 0   | Kenneth Lonergan |

## Díjátadó személyek
A Hollywoodi Külföldi Tudósítók Szövetsége a következő személyeket kérte fel a díjak átadására:
- Brad Pitt
- Ben Affleck
- Casey Affleck
- Drew Barrymore
- Kristen Bell
- Annette Bening
- Matthew Bomer
- Pierce Brosnan
- Naomi Campbell
- Steve Carell
- Jessica Chastain
- Priyanka Chopra
- Matt Damon
- Viola Davis
- Laura Dern
- Leonardo DiCaprio
- Gal Gadot
- Cuba Gooding Jr.
- Hugh Grant
- Jake Gyllenhaal
- Jon Hamm
- Goldie Hawn
- Chris Hemsworth
- Felicity Jones
- Michael Keaton
- Anna Kendrick
- Nicole Kidman
- Brie Larson
- John Legend
- Diego Luna
- Sienna Miller
- Mandy Moore
- Jeffrey Dean Morgan
- Timothy Olyphant
- Dev Patel
- Sunny Pawar
- Chris Pine
- Eddie Redmayne
- Ryan Reynolds
- Zoë Saldana
- Amy Schumer
- Sylvester Stallone
- Sting
- Emma Stone
- Justin Theroux
- Carrie Underwood
- Vince Vaughn
- Milo Ventimiglia
- Sofía Vergara
- Carl Weathers
- Kristen Wiig
- Reese Witherspoon